# General Catalogue of Trigonometric Stellar Parallaxes
Il General Catalogue of Trigonometric Stellar Parallaxes (GCTP) è un catalogo stellare compilato dallo Yale University Observatory, pubblicato per la prima volta nel 1952.
La sua quarta e finora ultima edizione risale al 1995 e contiene 15 994 parallassi di 8 112 stelle. Contrariamente al Catalogo Gliese, non è limitato a stelle che si trovano ad una certa distanza dal Sole; piuttosto tenta di catalogare tutte le parallassi conosciute.
Contiene le coordinate in epoca 1900, la variazione secolare, il moto proprio, la media ponderata della parallasse assoluta e il suo margine d'errore, il numero di osservazioni di parallasse, la qualità in accordo con differenti valori, la magnitudine apparente e alcune identificazioni in comune con altri cataloghi.
Sono anche elencate informazioni ausiliarie come la fotometria UBV, il tipo spettrale, la variabilità della stella, la binarietà del sistema stellare, l'orbita quando possibile e alcune altre informazioni che aiutano a determinare l'affidabilità dei dati.